# London International Documentary Festival
Il London International Documentary Festival (LIDF) è un festival annuale di film documentari più antico di Londra che si tiene ogni anno nei mesi di marzo e aprile. L'evento è presentato in associazione La London Review of Books.
Al London International Documentary Festival, hanno partecipato registi internazionali.
Il LIDF è un festival riconosciuto BAFTA e dal 2013 è stato nominato Festival del Cinema dall'Academy of Motion Picture Arts and Sciences